# Knížecí Stolec
Knížecí Stolec är ett berg i Tjeckien.   Det ligger i regionen Södra Böhmen, i den sydvästra delen av landet, 140 km söder om huvudstaden Prag. Toppen på Knížecí Stolec är 1 226 meter över havet, eller 321 meter över den omgivande terrängen. Bredden vid basen är 14,8 km.
Terrängen runt Knížecí Stolec är huvudsakligen lite kuperad.Runt Knížecí Stolec är det ganska glesbefolkat, med 22 invånare per kvadratkilometer. Närmaste större samhälle är Volary, 11,9 km nordväst om Knížecí Stolec. Omgivningarna runt Knížecí Stolec är en mosaik av jordbruksmark och naturlig växtlighet.